# Гречаноподівська сільська територіальна громада
Гречаноподівська сільська територіальна громада — територіальна громада в Україні, в Криворізькому районі Дніпропетровської області. Адміністративний центр — село Гречані Поди.
Площа громади — 288,5 км², населення — 4898 мешканців (2018).
Утворена 12 вересня 2016 року шляхом об'єднання Розилюксембурзької і Степової сільських рад Широківського району.
18 червня 2018 року внаслідок добровільного приєднання до громади приєдналася Олександрівська сільська рада.
Громада межує на півночі з Криворізькою міськрадою, на сході — з Криворізьким і Апостолівським районами, на півдні — з Широківською громадою, на заході — з Новолатівською громадою.
На території громади функціонують 5 шкіл, 2 дошкільних навчальних заклади, 7 закладів культури, 5 ФАПів.

## Населені пункти
До складу громади входять 15 сіл:
- Водяне
- Гречані Поди
- Калинівка
- Кравці
- Красний Під
- Кряжове
- Миролюбівка
- Нове Життя
- Озерне
- Олександрівка
- Подове
- Пологи
- Свистунове
- Степове
- Трудолюбівка